# A.D.I.D.A.S.
«A.D.I.D.A.S.» es una canción de la banda estadounidense Korn. Fue lanzada en marzo de 1997 como el segundo sencillo de su segundo álbum Life is Peachy.

## Antecedentes
El título de la canción es el acrónimo de la frase «All Day I Dream About Sex» («Todo el Día Sueño con Sexo»), y no tiene relación con la popular marca deportiva Adidas. Dicho retroacrónimo data de los años 1970. La frase era un chiste que Jonathan Davis hacía constantemente en una tienda de Adidas, donde trabajaba durante los primeros años de Korn.
Cuando Korn comenzó a actuar, el estilo de ropa que Davis usaba fue un enterizo verde militar, pero comenzó a ser cuestionado por los chándales de Adidas. Posteriormente, dibujó el logo de la banda en un chándal con un bolígrafo y lo presentó en presentaciones en vivo que incluían gaitas. Davis dijo sobre la marca deportiva que «se trataba de romper moldes, amigo... se trataba de ir en contra de todo lo que se suponía que era el metal».
Desde 1993 hasta 1997, la banda estableció su estilo vistiendo principalmente camisetas y chándales de Adidas, que luego se convirtió en la marca de estilo para todos los fans. La marca también estaba dispuesta a ofrecerles mercadería gratuita. Davis fue descrito como un «adicto y una loca obsesión por el sexo», y «constantemente fantaseando» con mujeres, y afirmó ser un «especialista en películas pornográficas». «A.D.I.D.A.S.» contenía la letra con totalmente sexual: «I don't know your fucking name / So what? Let's fuck!». La canción era un «guiño» al retroacrónimo «All Day I Dream About Sex» y a la marca.
En ese momento, Korn fue retratado visual y líricamente como «indecente, vulgar, obsceno y con la intención de ser insultante». Los fanáticos que usaban el estilo de ropa característico de la banda con las camisetas impresas con el logotipo se consideraban «no diferentes a una persona que llevaba el dedo medio en la camiseta».
Si bien la terminología «nu metal» apareció poco después [1998], Korn y Adidas habían superado los límites del código metal; Davis declaró más tarde, «nuestra actitud siempre ha sido punk rock».

## Presentaciones en vivo
La canción fue tocada en Woodstock 99 para 275 000 espectadores. La canción fue un elemento básico de la lista de canciones en vivo de la banda hasta 2007, cuando comenzó a tocarse cada vez menos. A partir de 2020, la canción no se ha vuelto a tocar en vivo en más de una década, siendo la última interpretación en 2009.
Cuando el guitarrista Brian «Head» Welch volvió a Korn en el año 2013, pidió que «A.D.I.D.A.S.» no volviera a ser interpretada en vivo. Esto fue debido a un incidente en 2003 cuando «Head» vio a su hija de 5 años recitando la explícita letra de la canción, siendo una de las razones por la cual dejó la banda y se convirtió al cristianismo. Más tarde recordó: «Ella tenía 5 años y yo estaba sentado allí viéndola cantar 'All Day I Dream About Sex'. Y eso no está bien. No me importa si ella no sabía lo que estaba cantando. Simplemente no está bien para ella ver a su padre en las drogas, y tampoco cantar esa canción. Es como si le estuviera robando su infancia o algo así».

## Video musical
Fue el único vídeo musical oficial filmado para promocionar el álbum Life is Peachy. Éste corrió a cargo del aclamado director Joseph Kahn. La trama gira en torno a un accidente de tráfico en la que causa la muerte de todos los miembros del grupo, que colisionó con el auto de un proxeneta que llevaba a bordo a unas prostitutas. Estas también fallecen en el accidente. La policía y los bomberos marcan el lugar del accidente y luego los cuerpos son trasladados a la morgue, donde un médico forense realiza exámenes patológicos sobre los cuerpos. Jonathan Davis aparece acostado en una mesa vistiendo ropa interior femenina. Es el único video musical en el cual Davis utiliza su conjunto personalizado de Adidas. En el videoclip, se utilizó la versión editada de la canción.
Cuando se le preguntó sobre el video musical en una entrevista en mayo de 1997 con The Buzz de Australia, Reginald «Fieldy» Arvizu comentó: «Fue idea del director. Simplemente hizo el video de Shaq [Shaquille O'Neal] con el helicóptero e hizo el video de Westside Connection. Ha tenido mucha mierda de hip hop, y luego vino a nosotros con su idea, sabía que Jonathan solía trabajar para la morgue en la oficina del forense, así que... Nos gustó su idea y pensamos: hagámoslo».

## Aparición en otros medios
El 7 de julio de 1997, la canción hizo su aparición en el episodio «Road Worrier» de la serie animada Daria, perteneciente a la primera temporada.
Ese mismo año, el video musical apareció en el programa de MTV 12 Angry Mothers, en el cual un grupo de madres juzgan a diferentes videos musicales votando «si» o «no». El videoclip de «A.D.I.D.A.S.» recibió el «no» de todas las madres.

## Recepción
Stephen Thomas Erlewine, crítico de Allmusic, opinó sobre la canción y dijo que «es una pista de funk metal cinético supuestamente construida alrededor del acrónimo 'All Day I Dream About Sex' -fue el sencillo de avance de Korn- y merecidamente, fue posiblemente el mejor momento [de Life is Peachy]».

### Elogios y legado
En 1997, «A.D.I.D.A.S.» ocupó el puesto 27 de la lista anual Hottest 100 de la estación de radio australiana Triple J, y el puesto 18 de la lista Top 91 of 1997 de 91X.
En el año 2013, el sitio web Noisecreep calificó al video musical de la canción como el cuarto mejor video de Korn. Además agregaron: «¿Proxenetas, prostitutas y Korn mueren en un accidente automovilístico? No es por eso que 'A.D.I.D.A.S.' es uno de los mejores videos de Korn. Es la forma hábil en la que la banda exploró el sórdido vientre de una ciudad y llevó el valor del impacto al límite que lo hace posible».
El ganador de Direct a Korn video contest, Sean Dack, se inspiró en la canción al dirigir el videoclip de «Alone I Break» en 2002.

## Lista de canciones
| CD (Australia) |                                    |          |  |
| N.º            | Título                             | Duración |  |
| 1.             | «A.D.I.D.A.S.»                     | 2:37     |  |
| 2.             | «Chi» (live)                       | 4:47     |  |
| 3.             | «A.D.I.D.A.S.» (The Wet Dream mix) | 3:37     |  |
| 4.             | «Wicked» (Tear the Roof Off mix)   | 3:46     |  |
| 5.             | «A.D.I.D.A.S.» (Synchro dub)       | 4:28     |  |
| 6.             | «A.D.I.D.A.S.» (video)             | 2:32     |  |

| CD (Estados Unidos) |                                     |          |  |
| N.º                 | Título                              | Duración |  |
| 1.                  | «A.D.I.D.A.S.» (Synchro dub)        | 4:27     |  |
| 2.                  | «A.D.I.D.A.S.» (Under Pressure mix) | 3:55     |  |
| 3.                  | «A.D.I.D.A.S.» (The Wet Dream mix)  | 3:35     |  |
| 4.                  | «Wicked» (Tear the Roof Off mix)    | 3:47     |  |

| CD (Reino Unido) |                                       |          |  |
| N.º              | Título                                | Duración |  |
| 1.               | «A.D.I.D.A.S.» (radio mix)            | 2:32     |  |
| 2.               | «Chi» (live)                          | 4:46     |  |
| 3.               | «Ball Tongue» (live)                  | 4:56     |  |
| 4.               | «Low Rider/Shoots and Ladders» (live) | 6:15     |  |

| CD (Reino Unido 2) |                |          |  |
| N.º                | Título         | Duración |  |
| 1.                 | «A.D.I.D.A.S.» | 2:33     |  |
| 2.                 | «Faget»        | 5:51     |  |
| 3.                 | «Porno Creep»  | 2:03     |  |
| 4.                 | «Blind»        | 4:19     |  |

| CD (Austria y Suecia) |                                       |          |  |
| N.º                   | Título                                | Duración |  |
| 1.                    | «A.D.I.D.A.S.» (radio mix)            | 2:35     |  |
| 2.                    | «Ball Tongue» (live)                  | 4:56     |  |
| 3.                    | «Low Rider/Shoots and Ladders» (live) | 6:14     |  |

Las pistas 2 y 3 fueron registradas en vivo en el Bronco Bowl en Dallas, Texas el 23 de noviembre de 1996.

## Posicionamiento en listas
| Lista (1997)                            | Mejor posición |
| --------------------------------------- | -------------- |
| Australia (ARIA)                        | 45             |
| Estados Unidos (Bubbling Under Hot 100) | 13             |
| Reino Unido (UK Singles Chart)          | 22             |

## Personal
Créditos adaptados de la nota de álbum de Life is Peachy.
Korn
- Jonathan Davis: voz.
- Reginald «Fieldy» Arvizu: bajo.
- James «Munky» Shaffer: guitarra rítmica.
- Brian «Head» Welch: guitarra líder.
- David Silveria: batería.

Músicos adicionales
- Nathan Davis: voces adicionales.

Producción
- Ross Robinson: producción, grabación analógica de sonido, mezcla.
- Chuck Johnson: ingeniería acústica.
- Richard Kaplan: mezcla.
- Eddy Schreyer: masterización.